# Тримис
Тримис (на немски: Trimmis) е курортен град и община в Източна Швейцария. Разположен е в долината на река Рейн на 6 km на север от град Кур и на 6 km на юг от град Игис. Първите сведения за града като населено място датират от 765 г. Населението му е 3013 души по данни от преброяването през 2008 г.